# Fábrica de veículos Caiçara
Fábrica de veículos Caiçara Ltda. war ein brasilianischer Hersteller von Automobilen und Kit Cars.

## Unternehmensgeschichte
Das Unternehmen aus Duque de Caxias begann 1987 mit der Produktion von Automobilen und Bausätzen. Der Markenname lautete Atobá. Zwei Quellen geben an, dass die Produktion 1988 endete. Eine andere Quelle gibt an, dass die Fahrzeuge 1994 nicht mehr hergestellt wurden. Eine staatliche Quelle kennt Fahrzeuge der Baujahre bis 1994.

## Fahrzeuge
Im Angebot stand ein VW-Buggy. Die offene, türlose Karosserie bestand aus Kunststoff. Ein Vierzylinder-Boxermotor von Volkswagen do Brasil mit 1600 cm³ Hubraum trieb die Fahrzeuge an.